# Kazunoko
Kazunoko (jap. 数の子) ist eine japanische Spezialität aus dem Rogen von Heringen. Er stammt entweder von gefangenen Heringen oder wird in Japan auch von den Kombualgen geerntet, an denen die Heringe laichen.
Es sind zwei Zubereitungsformen bekannt:
- Hoshi-Kazunoko: Der Rogen wird mit Meerwasser gewässert, gewaschen und getrocknet
- Shio-Kazunoko: Der Rogen wird nach dem Waschen mit Salz oder Salzlake gesalzen.

Manche Varianten werden auch mit Sojasauce, Dashi, Sake und Mirin mariniert.
Kazunoko wird in einigen japanischen Haushalten als Spezialität nur zu Neujahr gegessen. Die Kanji können auch wörtlich als „viele Kinder“ gelesen werden und symbolisieren daher den Wunsch nach vielen Kindern im nächsten Jahr.
Der Rogen kommt hauptsächlich aus Alaska und Kanada. Japan ist der weltgrößte Abnehmer für Heringsrogen. 
Kazunoko wird traditionell mit Katsuobushi (Thunfischflocken) und Sojasauce gegessen. Manchmal wird es auch mit Saucen gewürzt oder in einen Miso-Dip getaucht.

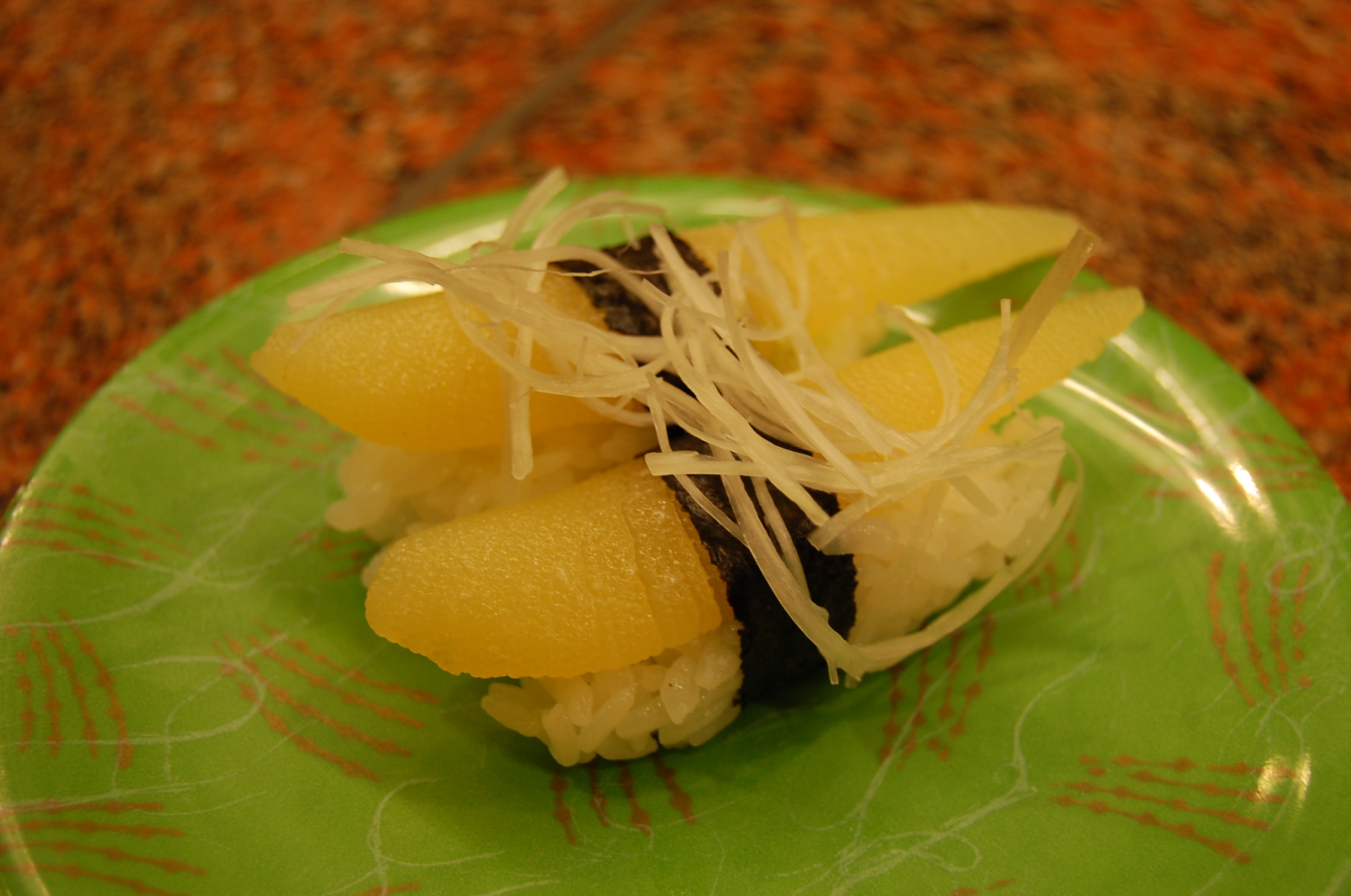
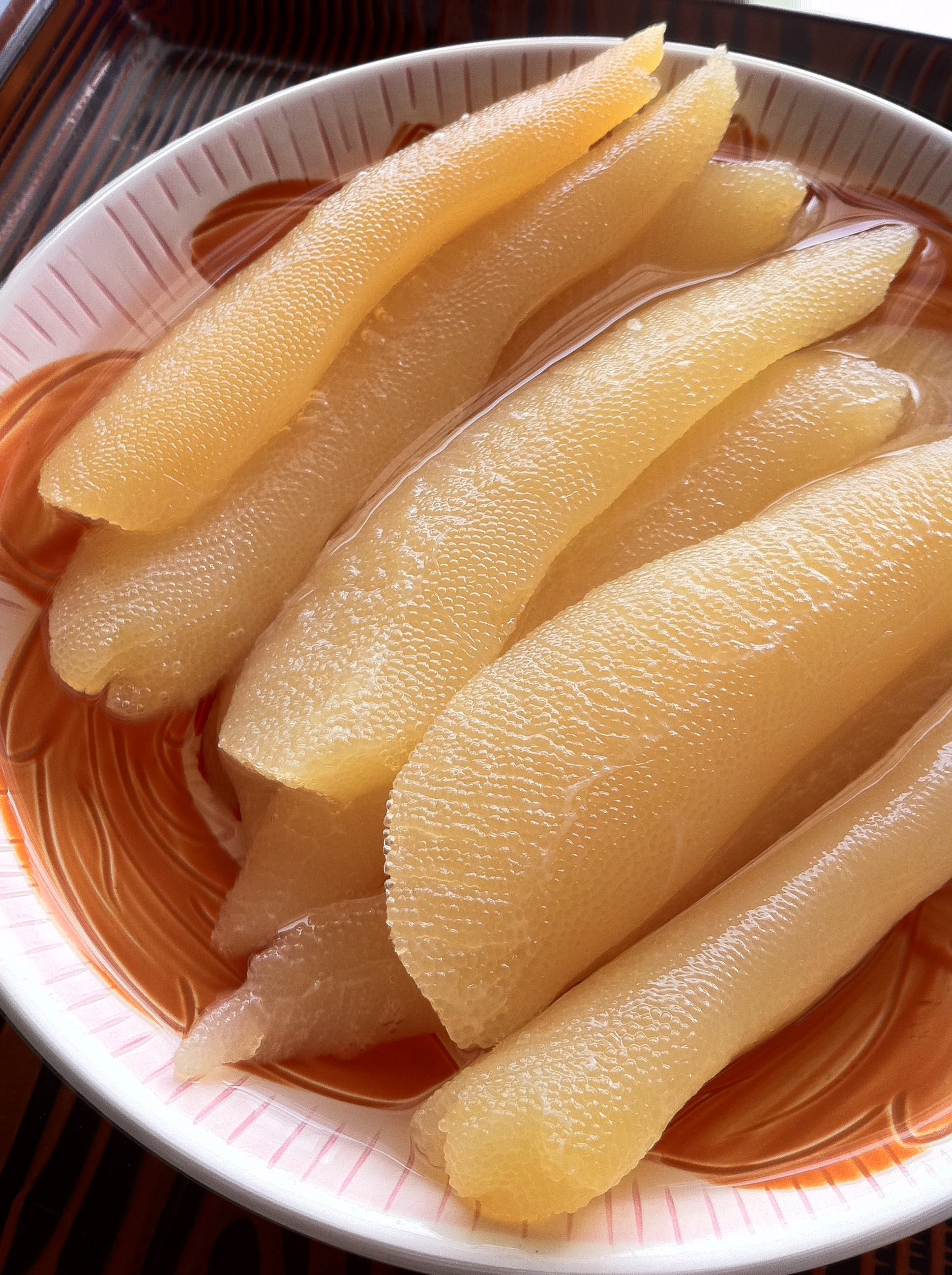

Kazunoko wird auch für Nigiri- und Chirashi-Sushi verwendet.